# Evolutietoren

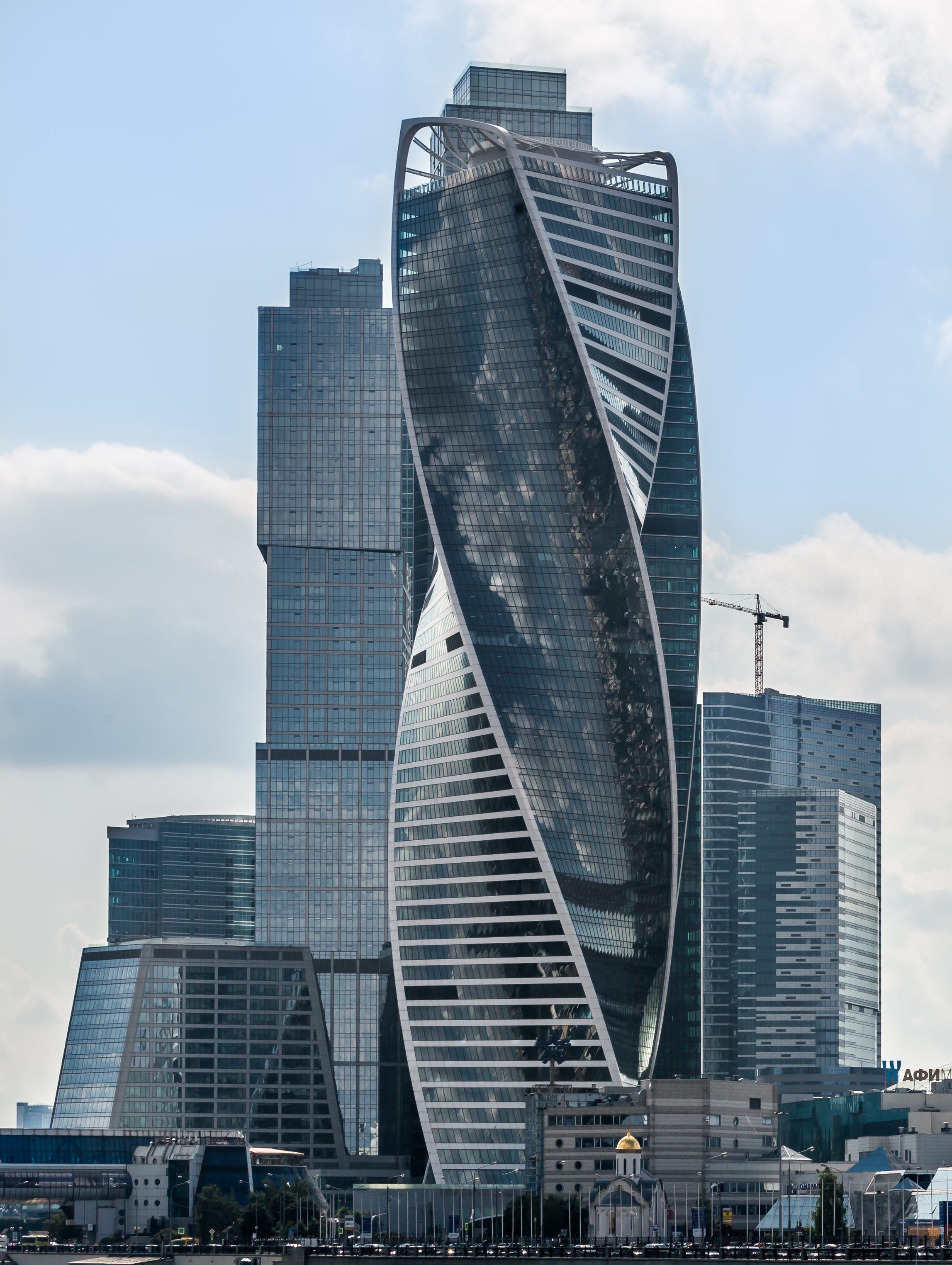
Evolutietoren in Moskous zaken district.

De Evolutietoren (Russisch: Башня Эволюция; Basjnja Evoljoetsia) is een multifunctioneel centrum van 48 verdiepingen (250 meter hoogte) dat van 2007 tot 2014 werd gebouwd op perceel 2 en 3 van het zakendistrict Moscow City in de Russische hoofdstad Moskou. In het complex, dat een vloeroppervlak van 169.000 m² heeft, zijn accommodaties, banquetzalen, restaurants (gezamenlijk 2.000 m²) en kantoren (80.000 m²) ondergebracht. Daarnaast huisvest het gebouw het Moscow City-museum, met een oppervlakte van 2.000 m². In het stylobaatgedeelte van het centrum hebben entertainmentfuncties een plaats gekregen (36.000 m²), alsook de voetgangersverbindingen tussen de Bagrationbrug, het metrostation Vystavotsjnaja en de accommodaties van de Centrale Kern. In het ondergrondse deel is een parkeergarage met 1350 plekken (49.000 m²). Het gebouw zou volgens de ontwerpers het symbool gaan vormen van het moderne Moskou en een net zo grote trekpleister gaan worden als andere Moskouse bezienswaardigheden als de Kathedraal van de Voorbede van de Moeder Gods (historisch symbool) en Stalins Zeven Zusters (sovjetsymbool).